# Spider-Man (série télévisée d'animation, 1981)
Pour les articles homonymes, voir Spider-Man (homonymie).
L'Araignée Spider-Man et ses amis extraordinaires
Spider-Man (Spider-Man) est une série télévisée d'animation américaine en 26 épisodes de 22 minutes, créée d'après la bande dessinée éponyme et diffusée entre le 12 septembre 1981 et le 6 mars 1982 en syndication.
La série est inédite dans tous les pays francophones.

## Synopsis
Peter Parker, photographe free-lance pour le journal Daily Bugle, vit des aventures extraordinaires sous l'identité secrète de Spider-Man, le super-héros.

## Distribution

### Voix originales
- Ted Schwartz : Spider-Man/Peter Parker
- Lee Bailey : Robbie Robertson
- Morgan Lofting : Tante May
- Mona Marshall : Betty Brandt
- William Woodson : J. Jonah Jameson

## Épisodes
1. Bubble, Bubble, Oil and Trouble
2. Doctor Doom, Master of the World
3. Lizards, Lizards, Everywhere
4. Curiosity Killed the Spider-Man
5. The Sandman is Coming
6. When Magneto Speaks ... People Listen
7. The Pied Piper of New York Town
8. The Doctor Prescibes Doom
9. Carnival of Crime
10. Revenge of the Green Goblin
11. Triangle of Evil
12. The A-B-C's of D-O-O-M
13. The Sidewinder Strikes !
14. The Hunter and the Hunted
15. The Incredible Shrinking Spider-Man
16. The Unfathomable Professor Gizmo
17. Canon of Doom
18. The Capture of Captain America
19. The Doom Report
20. The Web of Nephilia
21. Countdown to Doom
22. Arsenic and Aunt May
23. The Vulture Has Landed
24. Wrath of the Sub-Mariner
25. The Return of Kingpin
26. Under the Wizard's Spell